# Camponotus compactus
Camponotus compactus é uma espécie de inseto do gênero Camponotus, pertencente à família Formicidae.